# Sake-See
Der Sake-See liegt im Distrikt Ngoma in der Ostprovinz von Ruanda.

## Geographie
Der See liegt auf einer Höhe von etwa 1350 m in einem Sumpfkomplex mit mehreren anderen flachen Seen. Der größte dieser ist der nördlich des Sake-Sees liegende Mugesera-See. Die Wassertemperaturen in den Seen liegen bei etwa 24 bis 26 °C. Der Wasserstand steigt während der zweimal jährlich auftretenden Regenzeit um ein bis zwei Meter. Westlich des Sake-Sees verläuft durch den Sumpfkomplex der Nyabarongo von Nordwesten Richtung Südosten. Die maximale Wassertiefe des Sake-Sees liegt bei lediglich 4,3 m. Die Wasserfläche teilt sich auf drei verschiedene Sektoren. Diese sind im Norden der Sektor Rukumberi, in dem sich auch der Birira-See befindet, im Osten der Sektor Sake und im Südwesten der Sektor Jarama. Auf der Ostseite des Sees liegt der gleichnamige Ort Sake.

## Flora und Fauna
Am Ufer wachsen Echter Papyrus (Cyperus papyrus) und die Hühnerhirsenart Echinochloa pyramidalis. Zu den vorkommenden Tierarten zählen Fleckenhalsotter sowie weniger häufig Krokodile.